# Oberau (Berchtesgaden)

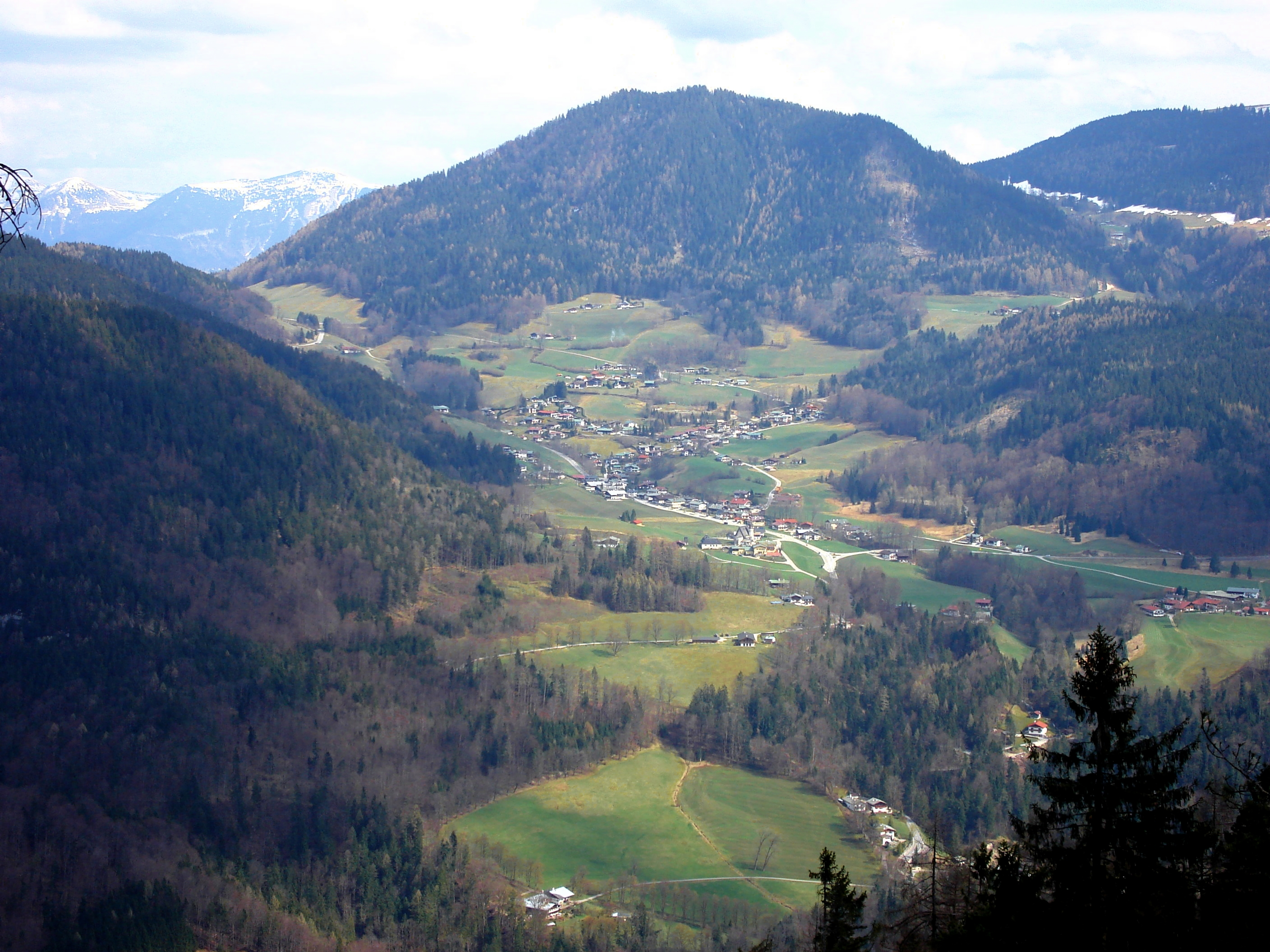
Blick auf Oberau

Oberau ist seit dem 1. Januar 1972 ein Gemeindeteil bzw. eine Gnotschaft des Marktes Berchtesgaden im oberbayerischen Landkreis Berchtesgadener Land. 

## Geographie
Der Ort liegt auf rund 740 bis 1000 m ü. NHN und gehört damit zu den höchstgelegenen Ortsteilen des Marktes Berchtesgaden.

## Geschichte
Vermutlich bereits ab Ende des 14. Jahrhunderts war Oberau der 2. Gnotschaftsbezirk der „Urgnotschaft“ Au im Berchtesgadener Land, das ab 1380 das Kernland der Reichsprälatur Berchtesgaden und der später eigenständigen, reichsunmittelbaren Fürstpropstei Berchtesgaden (1559–1803) bildete. Nach drei kurz hintereinander folgenden Herrschaftswechseln wurde 1810 das Berchtesgadener Land mit seinen Gnotschaften dem Königreich Bayern angegliedert und aus Au ab 1812 eine Gemeinde. Oberau war bis zum 31. Dezember 1971 ein Gemeindeteil der Gemeinde Au, die im Zuge der Gebietsreform in Bayern zum 1. Januar 1972 nach Berchtesgaden eingemeindet wurde. Seither ist Oberau ein Gemeindeteil bzw. eine Gnotschaft des Marktes Berchtesgaden.
Als Folge des Zweiten Weltkrieges lebten Flüchtlinge aus den Ostgebieten des ehemaligen Deutschen Reiches, insbesondere Deutschböhmen und Schlesier, zum Teil bis in die 1960er-Jahre im Flüchtlingslager Vockenbichl in der Oberau, dessen Anlage zuvor für die SS errichtet worden war und dann von der US-Army belegt wurde.

## Baudenkmäler
- Pfarrkirche Zur Heiligen Familie, 1908 von Franz Rank

## Einrichtungen
- Der Markt Berchtesgaden unterhält in der Oberau eine eigene Grundschule, die Grundschule Au. Sie wird mit jahrgangskombinierten Klassen (1./2. und 3./4.) geführt.[3]
- Für den Wintersport:
  - Von Oberau aus wird ein Pendelbus betrieben, der in kurzen Abständen zum Roßfeld mit seinen Skiliften und von dort aus auch zum Startpunkt der an Oberau vorbeiführenden Talabfahrt bis zur Unterau fährt.
  - Um das Auer Dörfl werden Langlauf-Loipen in mehreren Schwierigkeitsgraden angelegt.[4]

## Persönlichkeiten
- Franz Fegg (1954–2016), deutscher Fußballspieler und Fußballtrainer